# يان دبليو. دايتريشسون
يان دبليو. دايتريشسون (بالنرويجية البوكمول: Jan W. Dietrichson)‏ هو لغوي وبروفيسور نرويجي، ولد في 16 مايو 1927.